# Рашкович-Зец, Вьера
Вьера Рашкович-Зец (серб. Вјера Рашковић Зец; 20 марта 1935, Книн, Королевство Югославия) — сербский профессор литературы, писатель и рецензент. Свою карьеру она построила в Китае, Соединенных Штатах Америки и Австрии, где живет и по сей день.

## Биография
Вьера Рашкович-Зец родилась в Книне, в семье Рашкович, у отца Душана и матери Лукияны Савка (урожденная Лукавац), у которых, кроме нее, было два сына – Срджан и Йован. Она закончила начальную и среднюю школу в Загребе, а затем получила степень магистра литературы на Философском факультете Загребского университета. Докторскую степень получила в 1979 году на философском факультете Нови-Садского университета по теме «Развитие творческих способностей учащихся путем работы в свободной деятельности, связанной с преподаванием в средней школе родного языка и литературы». С 1978 по 1979 год она была преподавателем Пекинского университета, с 1983 по 1984 год — преподавателем Корнеллского университета в штате Нью-Йорк, США, а после переезда в столицу Австрии в 1987 году — преподавателем дополнительных и интегративных дисциплин. занятия в Венском совете по образованию (нем. Stadtschulrat für Wien) до 1993 года.
Она написала несколько десятков литературных – поэтических и прозаических – и более двухсот профессионально-научных работ в области методики преподавания литературы и педагогики.Её пьеса «Невоспетая весна» о массовых расстрелах в Крагуеваце 1941 года ставится по всей СФРЮ с 1959 года. Она является автором многих рецензий на книги сербских писателей из Вены, а также из Австралии и США. Вьера Рашкович-Зец является бывшим президентом Культурного союза югославских рабочих (позже сербского) и других ассоциаций. Она является почетным членом Союза писателей Сербии, членом Клуба писателей «Орфей са Млавы» и Сербского образовательного и культурного общества «Просвета» Австрия.
Она лауреат премий Культурного общества Югославии, загребского «Телеграмма» за роман «Долгий путь к сердцу» (1968) и белградской Академии «Иво Андрич» за книгу стихов «Старые родины – новые родины – злые цветы» (2004). Её роман «Туда-сюда в белом мире» был переведен на немецкий язык в 2014 году (нем. Weder hier noch dort: Hin- und Herfahrt auf der Linie Wien-Negotin), а её произведения представлены в многочисленных антологиях и антологиях, в том числе в «Антологии новой австрийской лирики» (нем. Neue österreichische Lyrik – und kein Wort Deutsch) 2008 года.
Вьера Рашкович-Зец активно участвует в культурной и художественной жизни сербской общины Вены. Она является членом совета директоров Австрийско-сербского культурного общества «Вильгельмина Мина Караджич».
Собрание сочинений Вьеры Рашкович-Зец издается с 2016 года – на данный момент издано девять книг, планируется еще шесть.